# Aline Bonetto
Aline Bonetto (...) è una scenografa francese.
Collaboratrice abituale del regista Jean-Pierre Jeunet, per quattro film da lui diretti, Il favoloso mondo di Amélie (2001), Una lunga domenica di passioni (2004), Lo straordinario viaggio di T.S. Spivet (2013) e Bigbug (2022), ha ricevuto il Premio César e la candidatura all'Oscar.

## Riconoscimenti
- Oscar alla migliore scenografia
  - 2002: candidata - Il favoloso mondo di Amélie
  - 2005: candidata - Una lunga domenica di passioni

- Premio César per la migliore scenografia
  - 2002: vincitrice - Il favoloso mondo di Amélie
  - 2005: vincitrice - Una lunga domenica di passioni
  - 2010: candidata - L'esplosivo piano di Bazil
  - 2015: candidata - Yves Saint Laurent

- BAFTA alla migliore scenografia
  - 2002: vincitrice - Il favoloso mondo di Amélie

- European Film Award alla migliore scenografia
  - 2005: vincitrice - Una lunga domenica di passioni

## Filmografia

### Arredatrice
- Delicatessen, regia di Jean-Pierre Jeunet e Marc Caro (1991)
- La città perduta (La cité des enfants perdus), regia di Jean-Pierre Jeunet e Marc Caro (1995)
- Madeline - Il diavoletto della scuola (Madeline), regia di Daisy von Scherler Mayer (1998)
- The Truth About Charlie, regia di Jonathan Demme (2002)

### Scenografa
- Tombés du ciel, regia di Philippe Lioret (1993)
- Tenue correcte exigée, regia di Philippe Lioret (1997)
- Je règle mon pas sur le pas de mon père, regia di Rémi Waterhouse (1999)
- Kennedy et moi, regia di Sam Karmann (1999)
- Il favoloso mondo di Amélie (Le fabuleux destin d'Amélie Poulain), regia di Jean-Pierre Jeunet (2001)
- Vertiges de l'amour, regia di Laurent Chouchan (2001)
- Le nouveau Jean-Claude, regia di Didier Tronchet (2002)
- Una vita nascosta (Laisse tes mains sur mes hanches), regia di Chantal Lauby (2003)
- Una lunga domenica di passioni (Un long dimanche de fiançailles), regia di Jean-Pierre Jeunet (2004)
- L'enfer, regia di Danis Tanović (2005)
- Asterix alle Olimpiadi (Astérix aux Jeux Olympiques), regia di Frédéric Forestier e Thomas Langmann (2008)
- L'esplosivo piano di Bazil (Micmacs à tire-larigot), regia di Jean-Pierre Jeunet (2009)
- La storia di Bianca e Neve (La nouvelle Blanche-Neige), regia di Laurent Bénégui (2011)
- Lo straordinario viaggio di T.S. Spivet (The Young and Prodigious Spivet), regia di Jean-Pierre Jeunet (2013)
- Yves Saint Laurent, regia di Jalil Lespert (2014)
- Pan - Viaggio sull'isola che non c'è (Pan), regia di Joe Wright (2015)
- Wonder Woman, regia di Patty Jenkins (2017)
- Bigbug, regia di Jean-Pierre Jeunet (2022)